# Conurbação Sul Fluminense
A Conurbação Sul Fluminense ou Conurbação Volta Redonda-Barra Mansa, é a maior mancha urbana, depois do Grande Rio, do estado do Rio de Janeiro. É formada pelos municípios de Volta Redonda, Barra Mansa, Pinheiral e Barra do Piraí (apesar deste estar a 42 km de Volta Redonda há bairros na divisa, como o distrito da Califórnia). Juntos, esses 4 municípios ultrapassam os 500.000 habitantes.

## Municípios
- Volta Redonda: 274.925 hab.
- Barra Mansa: 185.237 hab.
- Barra do Piraí: 101.139 hab.
- Pinheiral: 25.563 hab.
- Total: 586.864 (Aumento de 6,1% desde 2010)

## Rodovias
As cidades que formam essa conurbação são cortadas pelas rodovias:
- Rodovia Presidente Dutra: Em Barra Mansa, Pinheiral, Piraí e Volta Redonda.
- BR-393: Em Barra Mansa, Volta Redonda e Barra do Piraí.

## CSN
A Companhia Siderúrgica Nacional, a CSN, está instalada na cidade de Volta Redonda. Vários trabalhadores se deslocam das cidades que formam a conurbação, e outras do Sul do Estado, para a CSN todos os dias.

## Comércio
Volta Redonda, entre as quatro, é a que possui mais áreas comerciais, como a Vila Santa Cecília e a Avenida Amaral Peixoto. A cidade, entre as quarto, é a única que contém um shopping center. Por conter uma maior área de comércio, Volta Redonda acaba polarizando as demais cidades, até mesmo Barra Mansa que tem um comércio bastante variado.
Em Barra Mansa o comércio se concentra no Centro, na principal avenida da cidade. Em Barra do Piraí o comércio também se concentra no Centro da cidade. Já em Pinheiral, o comércio é pequeno e em sua maioria depende de Volta Redonda.

## Comunicação
Vários jornais estão presentes nas cidades como O Barrense e Diário do Vale.
Rádios também estão presentes na região como a RBP FM.
Entre as emissoras de televisão está a Band Rio Interior que tem sua sede em Barra Mansa, e a TV Rio Sul, afiliada a Rede Globo que tem uma sucursal em Volta Redonda, com um estúdio de onde é apresentado, junto com Resende, o RJTV 1ª Edição.

## Outros Municípios
Outros municípios como Porto Real, Quatis, Resende e Piraí também estão bem próximos da área conurbada, mas não há conurbação dessas cidades com Barra Mansa, Barra do Piraí, Pinheiral ou Volta Redonda. Apesar do grande crescimento de Resende e Porto Real e também com grandes empresas às margens da Via Dutra ainda não há conurbação com Barra Mansa.